# پل ۲۲۷
پل ۲۲۷ تیر ۱۷ مربوط به دوره پهلوی اول است و در شهرستان سواد کوه، بخش مرکزی، روستای شوراب واقع شده و این اثر در تاریخ ۲۲ مرداد ۱۳۸۴ با شمارهٔ ثبت ۱۳۰۸۸ به‌عنوان یکی از آثار ملی ایران به ثبت رسیده‌است.